# Augusto Di Giovanni (fotografo)

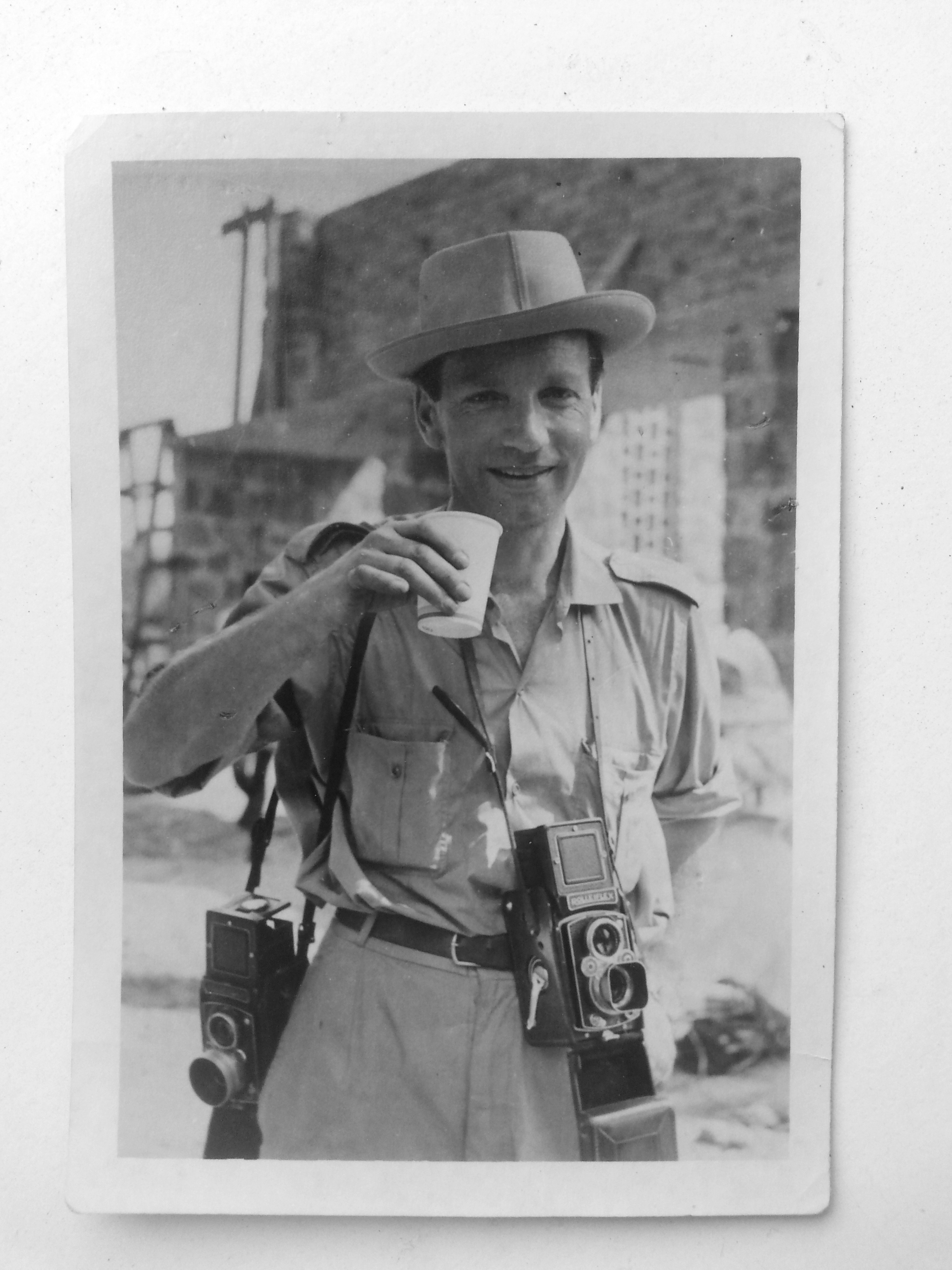

Augusto Di Giovanni (Boville Ernica, ... – 1962) è stato un fotografo e direttore della fotografia italiano.

## Biografia
Augusto Di Giovanni ha iniziato la carriera nel 1938 come apprendista presso lo studio di “Luxardo”, ritoccando le lastre dei ritratti e dopo la guerra intraprese la carriera di fotografo di scena lavorando per il laboratorio di Aurelio Pesce. Ha partecipato a molte produzioni italo-americane. Fu il fotografo di scena del film Vacanze romane, perciò le sue foto sono note in tutto il mondo. Nel 1954 è il direttore della fotografia di un semi-sconosciuto film del regista argentino Maximo Alviani, Vacanze a Villa Igea. È morto nel 1962, dopo aver fotografato i "si gira" del film Barabba.

## Filmografia

### Fotografo di scena
- Dov'è la libertà (1948)
- I pirati di Capri (The Pirates of Capri) (1949)
- Riso amaro, regia di Giuseppe de Santis (1949)
- Sensualità (1950)
- Vacanze romane, regia di William Wyler (1953)
- Vacanze a Villa Igea regia di Massimo Alviani (1954)
- Saffo, venere di Lesbo, regia di Pietro Francisci
- Ulisse (1954)
- Giovanna e le altre (1955)
- Il padrone sono me (1955)
- Suor Letizia - Il più grande amore (1956)
- Elena di Troia,  regia di Robert Wise (1956)
- Guerra e pace,  regia di King Vidor (1956)
- Vacanze a Ischia, (1957)
- La finestra sul Luna Park,  regia di Luigi Comencini (1957)
- Ben Hur,  regia di William Wyler (1959)
- Sotto dieci bandiere (1960)
- Romanoff and Juliet (1961)
- Fantasmi a Roma, regia di Antonio Pietrangeli (1961)
- La storia di una monaca, regia di Fred Zinnemann (1959)
- Barabba, regia di Richard Fleischer (1961)
- Lawrence d'Arabia, regia di David Lean (1962)